# Leu (heraldică)

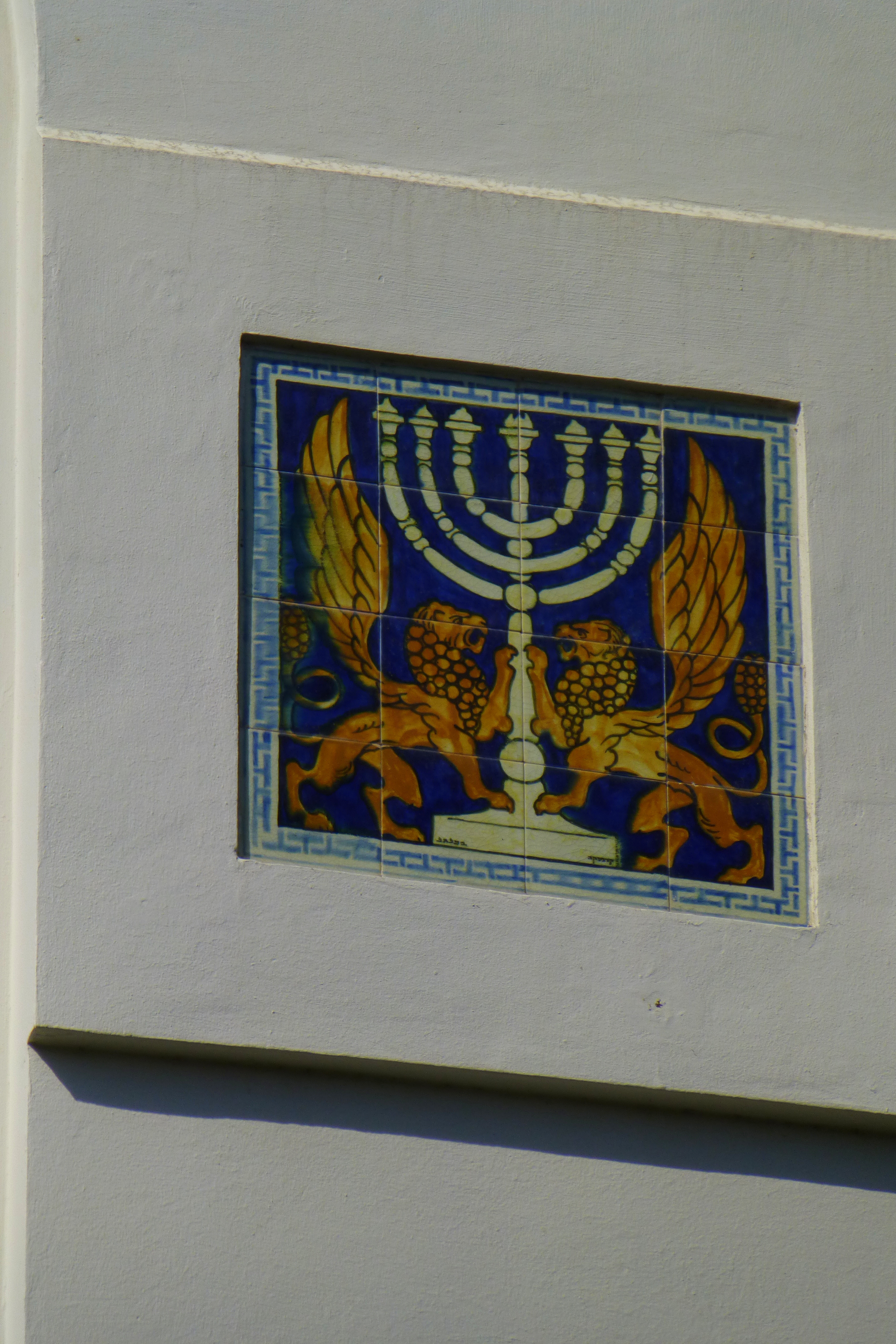
Leu

În heraldică leul este un însemn animalier, componentă des întâlnită. Tradițional ea simbolizează vitejia, valoarea, puterea și regalitatea deoarece este considerat regele animalelor.
Leul se întâlnește sub diferite forme, cum ar fi leu rampant (ridicat pe labele din spate), sau pasant (cu o labă din față ridicată și celelalte pe pământ).